# Књига бројева
Књига Бројева (на хебрејском се назива Bammidbar – «У пустињи») је четврта књига Светог писма Старог завета и четврта књига Петокњижја. Назива се још и Четврта књига Мојсијева, пошто је традиција приписивала ауторство Мојсију. Ова књига говори о путовању по пустињи након примања Закона на гори Синају, и о ратовима које су Израелити водили освајајући подручја у Трансјордану. Поред описа ових догађаја у овој књизи се налазе и одредбе и прописи који допуњавају синајско законодавство.

## Историјска аутентичност
Арехеолошки извори за хананске, а не египатске, корене настанка краљевстава Јудеја и Израел не остављају места за излазак из Египта и четрдесетогодишње лутање неколико стотина хиљада људи кроз синајске дивљине." Култура најстаријих израелитских насеља је хананска, њихови верски предмети потичу од хананског бога Ела, грнчарија је у локалној хананској традицији, а алфабет је раноханаски. Скоро једини показовач који разликује израелитска насеља од хананских је одсуство свињских костију.
Сматра се да је могуће да су се Хананцима придружили или су их водили мале групе Семита из Египта. Како су се ширили, могли су долазити у сукоб са суседима, што би могло бити извор за Књигу Исуса Навина и Књигу о судијама.
Особе које верују у истинитост Изласка су понудиле приближни временски оквир за излазак Израелићана. Џејмс Ашер је у свом делу из 1654. Annales Veteris Testamenti: A Prima Mundi Oigine Deducti излазак сместио у 1491. п. н. е. у време владавине 18. египатске династије, прецизније за време владавине фараона Тутмоса II, према стандардној хронологији, мада би почетак владавине Хатшепсут и крај владавине Тутмоса I били у опсегу од ±15 година. Имануел Великовски је ставио Излазак у време фараона Дудимосеа, последњег фараона 13. египатске династије при крају Средњег краљевства. Великовски је свој рад зановао на алтернативној хронологији и излазак сместио у 1447/1446. п. н. е. Владавина Рамзеса II је дуго била сматрана кандидатом за Излазак, због библијске референце на град Пер-Рамзес (Рамесу), који је изграђен током његово владавине.. Рамзесов син Мернептах се такође спомиње као фараон из Књиге изласка. Међутим, египатски извори из овог доба уопште не помињу важне догађаје као што су глад, куга или исељавање становништва, посебно што би такви догађаји уздрмали државу. За време владавине Хатсепшут, Египат је била стабилна држава, за време њеног наследника Тутмоса III царство је достигло највећу површину. Такође, време Рамзеса II је исто било период стабилности, а Ханан су контролисали Египат и Хетитско царство. После Мернептаха је настао период борби за престо, али не постоје извори о неким катастрофалним догађајима.
Књига бројева даје списак локалитета које су Израелићани населили на Синају и околини током Изласка. Нека од ових насеља се лако могу наћи захваљујући њиховим описима. Два таква места су Кадеш Барнеа, данашњи Ејн Квадис, и Езион Гебер код Ејлата. Археолози су истраживали оба локалитета и закључили да су основани крајем гвозденог доба, не раније од 800. п. н. е., уз изузетак раних неолитских и номадских активности. Такође, многа места из Књиге изласка нису постојала у истом периоду. Питом и Пар-Размес, два града која су наводно саградили Израелићани, нису постојала у исто време. Питом није био значајно насеље пре 26. династије (око 685-525. п. н. е.). Пре тока, насеље се звало Цкену и тако се називало чак и у птолемејском периоду и био је небитан град са гарнизоном, који је углавном, ако не и само због тога, служио као почетна станица за египатске експедиције. Чак и у римско време, град се ретко спомињао у грчко-римским записима. Пер-Рамзез, Размзесова резиденција, је био напуштен крајем Новог краљевства, неколико векова раније.`
У Књизи бројева помиње се краљевство Едом, али најраније насеље повезано са овом државом је из 9. века п. н. е, далеко после свих предложених оквира.